# Fimbrios
Fimbrios – rodzaj węży z rodziny Xenodermidae.

## Zasięg występowania
Rodzaj obejmuje gatunki występujące w południowo-wschodniej Azji (Laos, Wietnam i Kambodża). 

## Systematyka

### Etymologia
Fimbrios: z łac. fimbria, fimbriae „frędzel, wypustka, włókno; obszar nimi pokryty”.

### Podział systematyczny
Do rodzaju należą następujące gatunki: 
- Fimbrios klossi
- Fimbrios smithi